# Ahmed Elmohamady
Ahmed Elmohamady (* 9. September 1987 in Basyun; arabisch أحمد المحمدي, DMG Aḥmad al-Muḥammadī) ist ein ägyptischer Fußballspieler, der zuletzt in England bei Aston Villa gespielt hat. Zudem ist er Mitglied der ägyptischen Nationalmannschaft.

## Karriere
Seine Spielerkarriere begann Elmohamady in der Jugendmannschaft von Ghazl Mahalla und wurde dort 2004 auch in die erste Mannschaft übernommen. Er konnte sich dort jedoch nicht wirklich durchsetzen und absolvierte in zwei Jahren nur siebzehn Spiele. Nach der Saison 2005/2006 wechselte er schließlich zu ENPPI, wo er durch seine Leistungen für Aufsehen sorgen konnte und schließlich zur Saison 2010/2011 an den AFC Sunderland ausgeliehen wurde. In Sunderland wusste er ebenfalls zu überzeugen und wurde schließlich fest verpflichtet.
Für die Ägyptische Fußballnationalmannschaft nahm Elmohamady am Confederations Cup 2009 und den Afrikameisterschaften 2008 und 2010 teil. Er war Teil des ägyptischen Kaders bei der Fußballweltmeisterschaft 2018 in Russland, in der Ägypten in der Gruppenphase nach Niederlagen gegen Russland, Uruguay und Saudi-Arabien als letzter der Gruppe A ausschied. Er kam jedoch zu keinem Einsatz.

## Erfolge als Spieler
- Afrikameister 2008 und 2010 mit Ägypten